# Río Begej
El río Begej o Bega (serbio: Begej (Бегеј), rumano: Bega, alemán: Bega, húngaro: Béga) es un río de 254 km de largo (178 km en Rumanía  y 76 km en Serbia). Nace en los montes Poiana Ruscă, en Rumanía, parte de los montes Cárpatos, y fluye hasta desaguar en el río Tisza cerca de Titel, Vojvodina, en Serbia.

## Características
A través del Tisza y luego el río Danubio, pertenece a la vertiente del mar Negro. Su propia cuenca hidrográfica tiene una superficie de 2.878 km². Partes canalizadas el Stari Begej y Novi Begej son navegables. Entre los asentamientos en Novi Begej se encuentran las localidades de Srpski Itebej, Novi Itebej, Torak (anteriormente Begejci) y Žitište.